# Търговец
Понятието търговец има 2 различни по обхват значения.

## Професия
Търговецът обикновено се разбира като физическо или юридическо лице, занимаващо се с търговия по занятие в смисъл на сделки за покупко-продажба – закупуване или продаване на стоки или услуги.
Професията на търговеца възниква в дълбока древност. За да се уредят взаимоотношенията и правата на търговците, е създадена нормативна база, която регламентира тяхната дейност.

## Стопански субект
Търговец в широкото си значение, използвано предимно в търговското право, е физическо или юридическо лице, което се занимава с търговия в смисъл на стопанска дейност, наричана днес също бизнес.

## Търговци в България
Търговският закон изисква всеки търговец задължително да се вписва в търговския регистър на окръжния съд по седалището на търговеца.
Според Търговския закон на България търговците са следните видове:
- физически лица:
  - едноличен търговец
- юридически лица – кооперации (с изключение на жилищностроителните кооперации)
- юридически лица – търговски дружества:
  - събирателно дружество
  - командитно дружество
  - дружество с ограничена отговорност
  - командитно дружество с акции
  - акционерно дружество
- обединения на търговски дружества:
  - консорциум
  - холдингово дружество

Ако търговско дружество е собственост само на 1 лице, то се нарича еднолично.
Търговска дейност могат да извършват също и стопански субекти, регистрирани като гражданско дружество по Закона за задълженията и договорите.

## Търговци в ЕС
В рамките на Европейския съюз, освен по националните законодателства, може да се регистрират също стопански субекти, регулирани от нормативната уредба на ЕС. Такива са:
- - европейско обединение по икономически интереси
  - европейско дружество